# 第7回日米大学野球選手権大会日本代表
第7回日米大学野球選手権大会日本代表（だい7かいにちべいだいがくやきゅうせんしゅけんたいかいにほんだいひょう）は、1978年6月24日から7月4日まで開催された日米大学野球選手権大会第7回大会に出場するために編成された日本チームである。

## 日本チーム
所属や学年は選出当時
| 位置   | 氏名       | 所属               | 学年 |
| ------ | ---------- | ------------------ | ---- |
| 団長   | 三井嘉都夫 | 法政大学野球部部長 |      |
| 監督   | 島岡吉郎   | 明治大学監督       |      |
| コーチ | 小林昭仁   | 専修大学監督       |      |
| コーチ | 福島敦彦   | 慶応義塾大学監督   |      |
| 総務   | 野口定男   | 立教大学野球部部長 |      |
| 投手   | 松沼雅之   | 東洋大学           |      |
| 投手   | 高橋三千丈 | 明治大学           |      |
| 投手   | 藤田正樹   | 慶応義塾大学       |      |
| 投手   | 鹿取義隆   | 明治大学           |      |
| 投手   | 加藤重雄   | 法政大学           |      |
| 投手   | 堀田一彦   | 専修大学           |      |
| 捕手   | 堀場秀孝   | 慶応義塾大学       |      |
| 捕手   | 中尾孝義   | 専修大学           |      |
| 捕手   | 西部淳一   | 明治大学           |      |
| 内野手 | 岡田彰布   | 早稲田大学         |      |
| 内野手 | 吉田敏道   | 明治大学           |      |
| 内野手 | 渋谷渉     | 明治大学           |      |
| 内野手 | 中屋恵久男 | 早稲田大学         |      |
| 内野手 | 居郷肇     | 法政大学           |      |
| 内野手 | 水野雄三   | 明治大学           |      |
| 内野手 | 今岡逸朗   | 亜細亜大学         |      |
| 外野手 | 志村昌則   | 明治大学           |      |
| 外野手 | 漆畑和男   | 専修大学           |      |
| 外野手 | 豊田誠佑   | 明治大学           |      |

## 対戦成績
- 第1戦（6月24日、神宮）　日本 7-3 アメリカ
- 第2戦（6月25日、神宮）　アメリカ 3-0 日本
- 第3戦（6月27日、岡山県営球場）　アメリカ 8-5 日本
- 第4戦（6月29日、福井県営球場）　日本 5-0 アメリカ
- 第5戦（7月2日、神宮）　アメリカ 5-3 日本
- 第6戦（7月3日、神宮）　日本 3-0 アメリカ
- 第7戦（7月4日、神宮）　日本 4-3 アメリカ
通算4勝3敗で日本の優勝[2]。